# Stonehenge
Stonehenge es un monumento megalítico tipo crómlech, además de otros elementos como hoyos, fosos, montículos, etc., construido entre el final del Neolítico y principios de la Edad del Bronce, situado cerca de Amesbury, en el condado de Wiltshire, Inglaterra, a unos trece kilómetros al norte de Salisbury.
Los arqueólogos consideran como probables las fechas de construcción de las distintas fases y utilización entre el 3100 a. C. y el 2000 a. C. El foso y montículos circulares, los que constituyen la primera fase del monumento, se han datado en unos 5100 años atrás. La datación por radiocarbono sugiere que la primera piedra azul fue erigida entre el 2400 y el 2200 a. C., aunque no se descarta que hubiera habido asentamiento o uso de la zona anteriores al 3100 a. C.
El conjunto megalítico de Stonehenge, Avebury y sitios relacionados fue proclamado Patrimonio de la Humanidad por la Unesco en 1986.

## Historia temprana

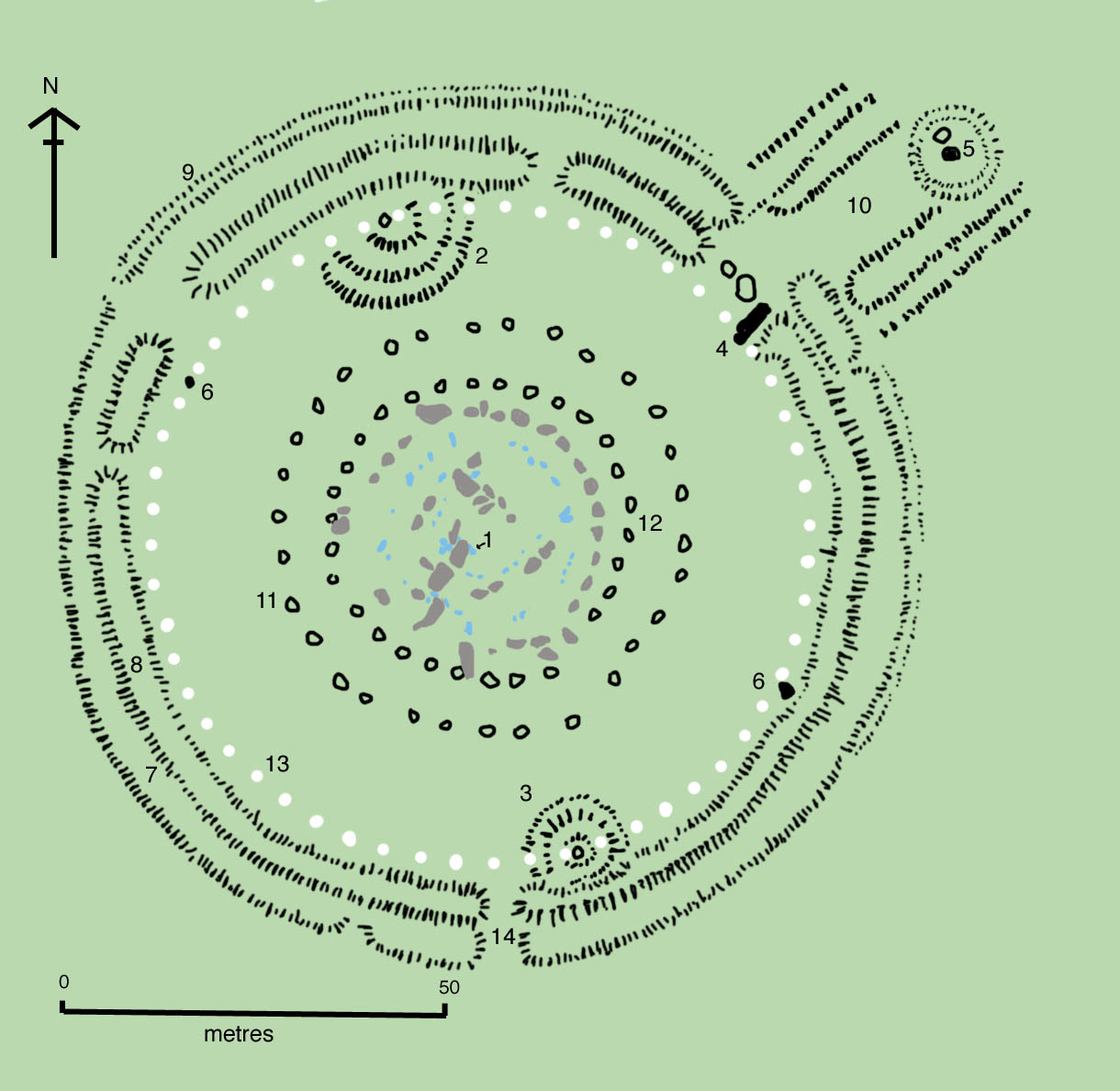
Plan de Stonehenge en 2004. Según Cleal et al. y Pitts. Los números en cursiva en el texto se refieren a las etiquetas de este plano. Los dinteles de los trilitones se han omitido para mayor claridad. Los agujeros que ya no contienen, o nunca han contenido, piedras se muestran como círculos abiertos. Las piedras visibles en la actualidad se muestran en color

Mike Parker Pearson, líder del Proyecto Stonehenge Riverside basado en los alrededores de Durrington Walls, señaló que Stonehenge parece haber estado asociado con el entierro desde el primer período de su existencia:

Stonehenge fue un lugar de enterramiento desde sus inicios hasta su apogeo a mediados del tercer milenio a.C. El enterramiento de cremación que data de la fase de piedras de sarsén de Stonehenge es probablemente uno de los muchos de este período posterior de uso del monumento y demuestra que seguía siendo en gran medida un dominio de los muertos.

Stonehenge evolucionó en varias fases de construcción que abarcan al menos 1500 años. Hay pruebas de construcciones a gran escala en el monumento y sus alrededores que quizás amplíen el marco temporal del paisaje hasta los 6.500 años. La datación y la comprensión de las distintas fases de actividad son complicadas debido a la alteración de la tiza natural por los efectos periglaciares y las madrigueras de los animales, la mala calidad de los registros de las primeras excavaciones y la falta de fechas precisas y científicamente verificadas. A continuación se detalla la clasificación moderna más aceptada por los arqueólogos. Los elementos mencionados en el texto están numerados y se muestran en el plano, a la derecha.

### Antes del monumento (desde el 8000a.C.)
Los arqueólogos han encontrado cuatro, o posiblemente cinco, grandes Mesolítico postholes (uno puede haber sido un tree throw natural), que datan de alrededor del 8000 a. C., bajo el antiguo aparcamiento turístico cercano en uso hasta 2013. En ellos había postes de pino de unos 0,75 metros (0,8 yd) de diámetro, que se levantaron y acabaron pudriéndose in situ. Tres de los postes (y posiblemente cuatro) estaban en una alineación este-oeste que puede haber tenido un significado ritual. Otro yacimiento astronómico mesolítico en Gran Bretaña es el de Warren Field en Aberdeenshire que se considera el calendario lunar más antiguo del mundo, corregido anualmente mediante la observación del solsticio de invierno. En Escandinavia se han encontrado yacimientos similares pero más tardíos. Un asentamiento que puede haber sido contemporáneo a los puestos se ha encontrado en Blick Mead, un manantial fiable durante todo el año 1 milla (1,6 km) de Stonehenge.
La llanura de Salisbury era entonces todavía boscosa, pero 4000 años después, durante el Neolítico anterior, la gente construyó un recinto con calzada en Robin Hood's Ball, y tumbas tipo túmulo alargado en el paisaje circundante. Aproximadamente en el año 3500 a. C., se construyó un Cursus de Stonehenge al norte del lugar, cuando los primeros agricultores comenzaron a despejar los árboles y a desarrollar la zona. Otras estructuras de piedra o madera y túmulos funerarios que habían pasado desapercibidos podrían remontarse al año 4000 a. C. El carbón vegetal del campamento de 'Blick Mead' 2,4 kilómetros (1,5 mi) de Stonehenge (cerca del yacimiento del Campamento de Vespasiano) ha sido datado en el año 4000 a. C. El Instituto de Investigación en Humanidades de la Universidad de Buckingham cree que la comunidad que construyó Stonehenge vivió aquí durante un periodo de varios milenios, lo que lo convierte potencialmente en "uno de los lugares fundamentales en la historia del paisaje de Stonehenge".

## Construcción
Las piedras erguidas de Stonehenge están formadas por grandes bloques de rocas sedimentarias e ígneas distribuidos en cuatro circunferencias concéntricas. El exterior, de treinta metros de diámetro, está formado por grandes piedras rectangulares de arenisca que, originalmente, estaban coronadas por dinteles, también de piedra, quedando hoy en día solo siete en su sitio original. Dentro de esta hilera exterior se encuentra otro círculo de bloques más pequeños de arenisca azulada. Este encierra una estructura con forma de herradura construida con piedras de arenisca del mismo color. En su interior permanece una losa de arenisca micácea conocida como «el Altar».

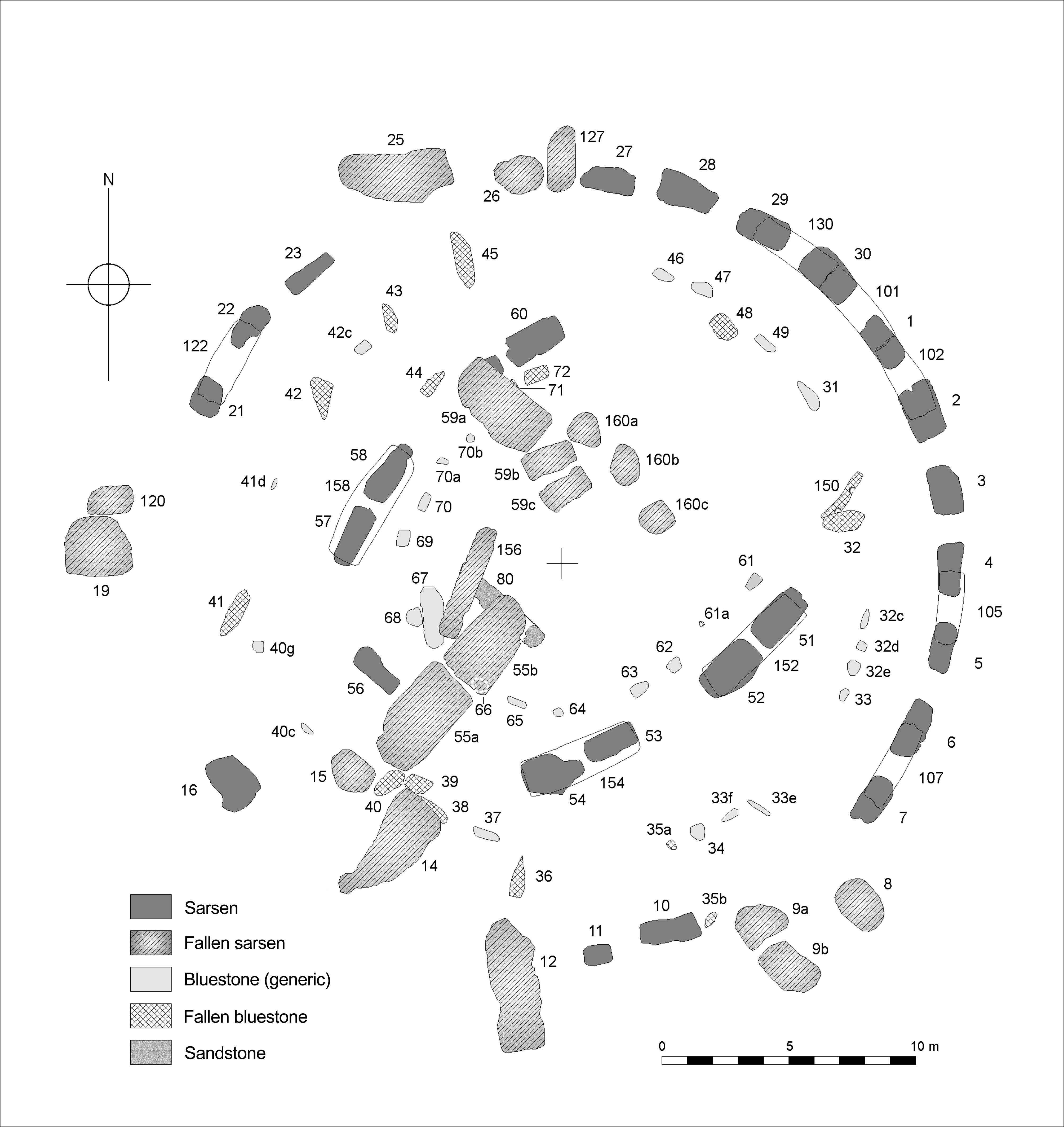
Distribución de menhires, trilitos y demás rocas, según se encuentran a principios del.

Todo el conjunto está rodeado por un foso circular que mide 104 m de diámetro. Dentro de este espacio se alza un bancal en el que aparecen 56 fosas conocidas como los «agujeros de Aubrey». El bancal y el foso están cortados por «la Avenida», un camino procesional de 23 metros de ancho y 3 kilómetros de longitud, aproximadamente. Cerca se halla la «Piedra del Sacrificio». Enfrente se encuentra la «Piedra Talón». Está compuesto de un gran círculo de grandes megalitos cuya construcción se fecha hacia el 2500 a. C. El círculo de arena que rodea los megalitos es considerado la parte más antigua del monumento, habiendo sido datada sobre el 3100 a. C.
En su comienzo era un monumento circular de carácter ritual rodeado por un talud y un foso, de modo similar a muchos otros situados en el sur de Inglaterra.
Finalmente, el monumento tomó su aspecto actual, para lo cual se transportaron 32 bloques de arenisca desde las montañas de Preseli, al suroeste de Gales y la piedra del «Altar» fue traída desde una región cercana a Milford Haven. Se especula actualmente con la posibilidad de que se hubieran movido usando bolas de madera o piedra o cojinetes a modo de rodamientos, y no con troncos, como se pensó originalmente.

## Complejo

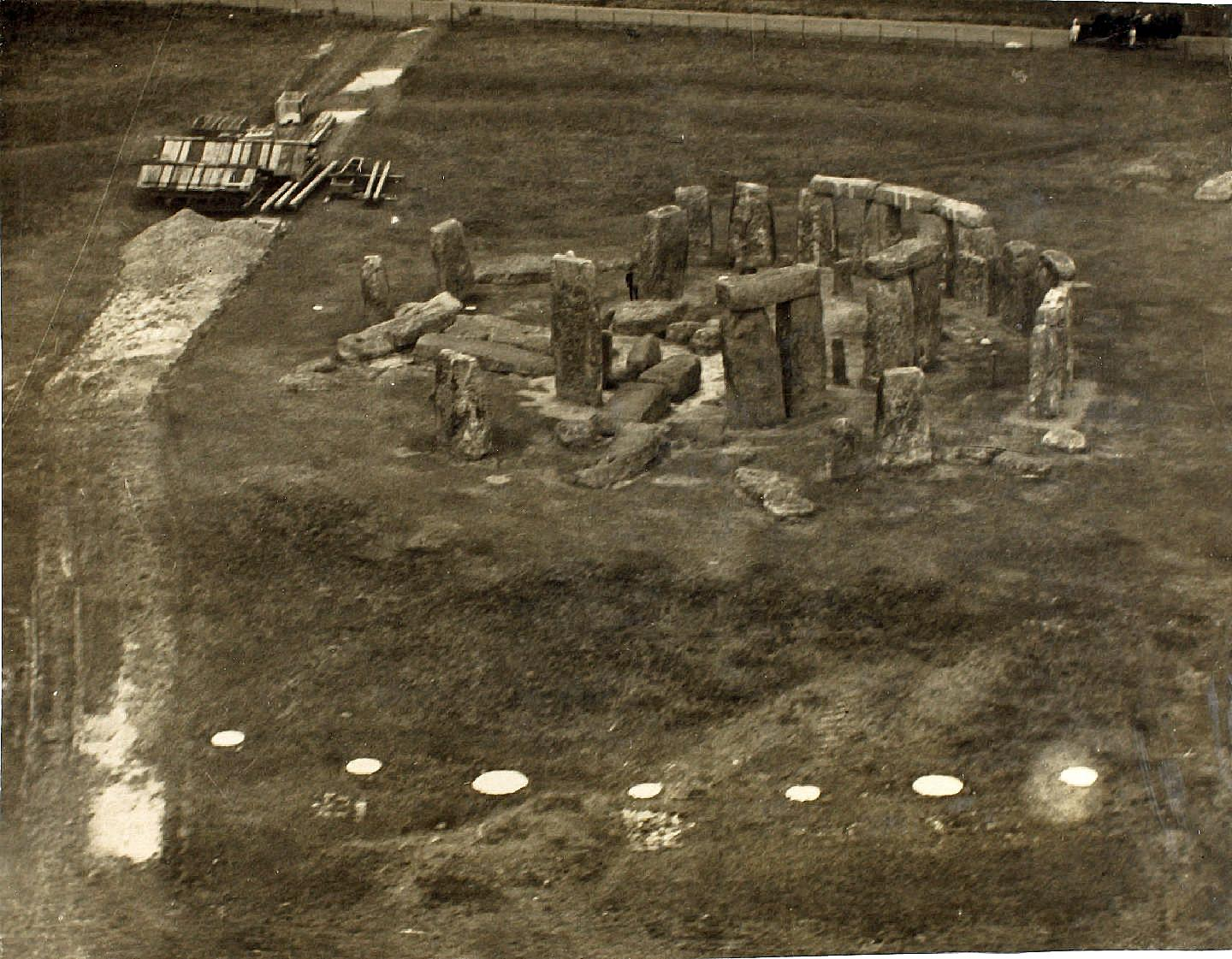
Stonehenge en una foto aérea posterior a la Primera Guerra Mundial.

Stonehenge era parte de un complejo más grande, que incluía círculos de piedra y avenidas ceremoniales. Las excavaciones realizadas por el proyecto Stonehenge Riverside, dirigido por el arqueólogo Mike Parker Pearson de la Universidad de Sheffield, permitieron encontrar muy cerca de Stonehenge un asentamiento de cerca de mil casas. De acuerdo con las evidencias encontradas, estas casas solamente se usaban unos días al año, y no se trataba de una aldea habitada permanentemente.
A poco más de tres kilómetros de Stonehenge, en Durrington Walls, fue encontrado un amplio trabajo circular en el terreno, veinte veces más extenso que Stonehenge, rodeado por una zanja y un banco. Allí estuvo levantada una construcción de madera, ahora denominada Woodhenge, con un diseño similar al de Stonehenge y construida en el mismo siglo. Woodhenge estaba unido al río Avon por una avenida ceremonial construida con piedras.

## Enterramientos
Entre los años 1918 y 1926 se realizaron las primeras excavaciones de enterramientos de 58 individuos, mujeres y hombres, cuyos cadáveres habían sido quemados previamente. Este hecho ha impedido el estudio del ADN por parte de los historiadores. La mayoría enterrados en la tercera fase de construcción.
Sin embargo, en 2018, el equipo de Christophe Snoeck, químico de la Universidad Libre de Bruselas, y Julia Lee-Thorp, directora de la Escuela de Arqueología de la Universidad de Oxford, consiguió obtener datos a partir del estroncio depositado en los huesos y que aún se conserva. Este elemento, muy similar en estructura química al calcio, se deposita en los huesos a través de la cadena alimentaria, desde las plantas, con una frecuencia que depende de su concentración en el suelo.
Estudiando los restos pertenecientes a 25 individuos y sus concentraciones de estroncio en huesos, el equipo concluyó que diez de ellos se habían alimentado de vegetales del oeste de Gales en sus últimos diez años de vida. Es decir, habrían vivido, al menos su última década, al oeste de Gales, en las montañas de Preseli, de donde provienen las piedras. También se señaló en el estudio que los huesos pudieron haber sido transportados ya quemados desde su origen.

## Usos
La finalidad que tuvo la construcción de este gran monumento se ignora, pero se supone que se utilizaba como observatorio astronómico que servía para predecir las estaciones.
En el solsticio de verano, el Sol salía justo atravesando el eje de la construcción, lo que hace suponer que los constructores tenían conocimientos de astronomía. El mismo día, el Sol se ocultaba atravesando el eje del Woodhenge, donde se han encontrado multitud de huesos de animales y objetos que evidencian que se celebraban grandes fiestas, probablemente al anochecer.
Han sido encontrados 300 enterramientos de restos humanos previamente cremados, datados entre el año 3030 y 2340 a. C. Dado el escaso número de entierros para un período tan largo, se estima que no se trata de un cementerio para la generalidad de los muertos sino para determinadas personas escogidas. La piedra era el símbolo de lo eterno; servía para marcar o delimitar puntos energéticos terrenales (telúricos) y hasta para albergar espíritus elementales. Así es que Stonehenge podría haber sido utilizada junto con Woodhenge en ceremonias religiosas de culto a los muertos y a la vida, tal vez simbolizada por el círculo de madera.

## Stonehenge y el número áureo

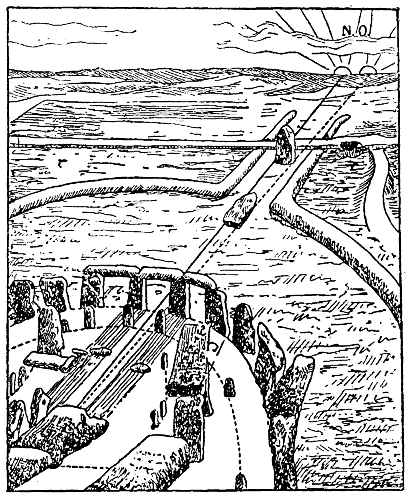
Stonehenge en el alba durante el solsticio de verano.

Así como en otros edificios prehistóricos, la construcción sigue la llamada proporción áurea, cuya relación se establece en el ancho de la herradura de megalitos de tres piedras grises azuladas y el diámetro del Círculo Pagano o Druida. El rectángulo formado por las Piedras de las Estaciones se aproxima al rectángulo √5, formado por dos rectángulos áureos recíprocos. Asimismo, parecen cercanas a la relación áurea las líneas trazadas con base a los pilares y sus respectivas diagonales de los arcos paganos.

## Vandalismo
El vandalismo en Stonehenge es un fenómeno que ocurre desde hace muchos siglos.  Hasta el s. XVII, desaparecían las piedras para emplearse en construcciones.  En el s. XIX, los visitantes empleaban cinceles para arrancar pedazos de los megalitos, a manera de recuerdo.
A fines del s. XX, el repetido vandalismo del sitio durante las celebraciones del solsticio de verano, en los días alrededor del 21 de junio, obligó a los custodios del sitio a erigir una barrera alrededor del monumento, así como una zona de exclusión de cuatro millas (unos seis y medio kilómetros) en la última década del siglo.  El vandalismo, empero, había empezado ya en la década de 1980.

### Vandalismo en el s. XIX
Hasta antes de 1900, cuando se lo prohibió, los turistas usaban cinceles para arrancar sus propios souvenirs.

### Vandalismo en el s. XX
Si bien los primeros años del Free Festival (anual, a partir de 1975) acarrearon «muy poco vandalismo», ya a partir de 1978 se debió vallar Stonehenge.
El 19 de junio de 2024 ocurrió un acto de vandalismo en Stonehenge, cuando dos manifestantes climáticos del grupo Just Stop Oil dañaron tres de las piedras erguidas al rociarlas con pintura en polvo de color naranja.La pintura fue quitada al día siguiente con un soplador de aire para evitar dañar las piedras.

## Galería

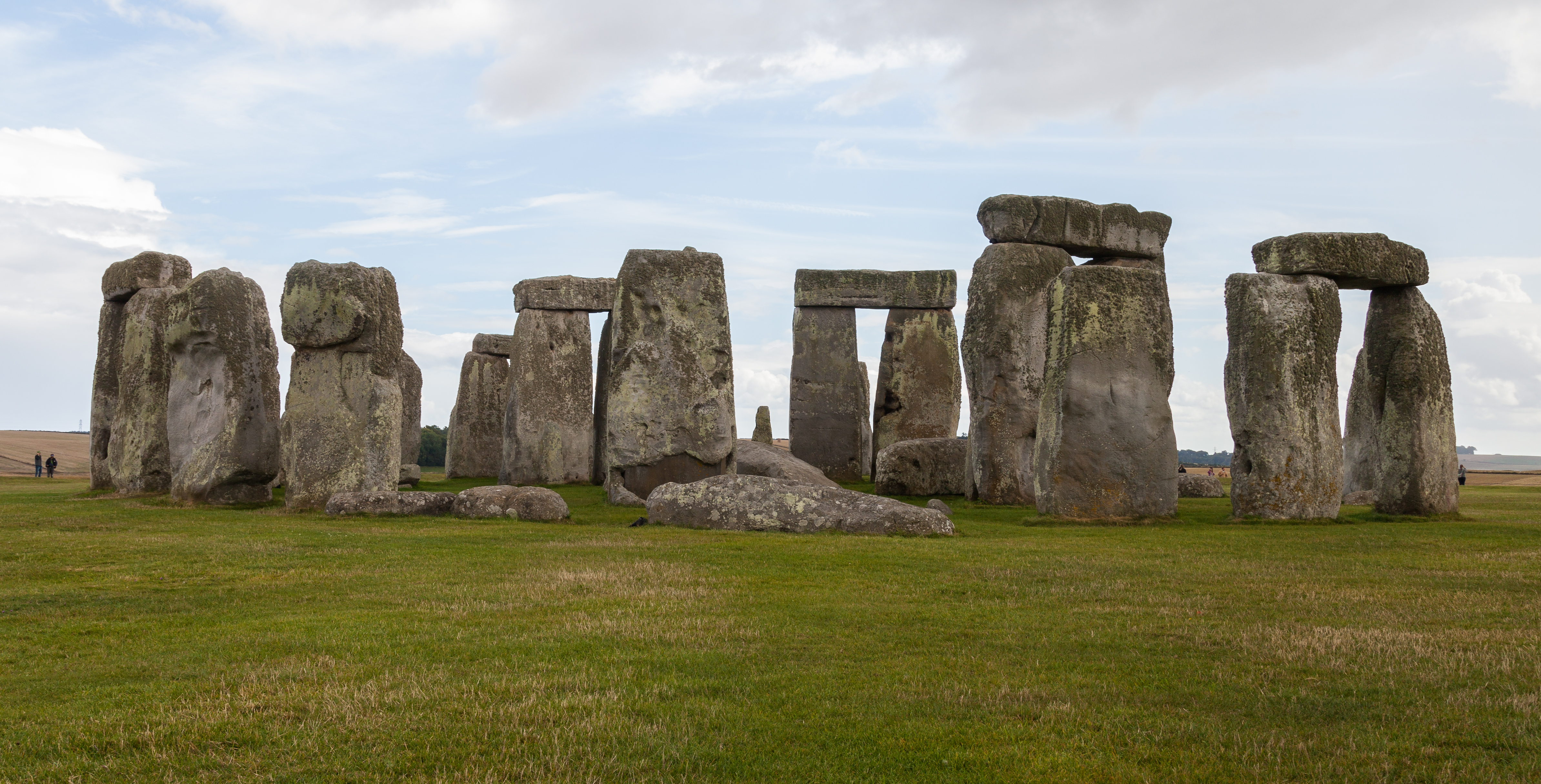
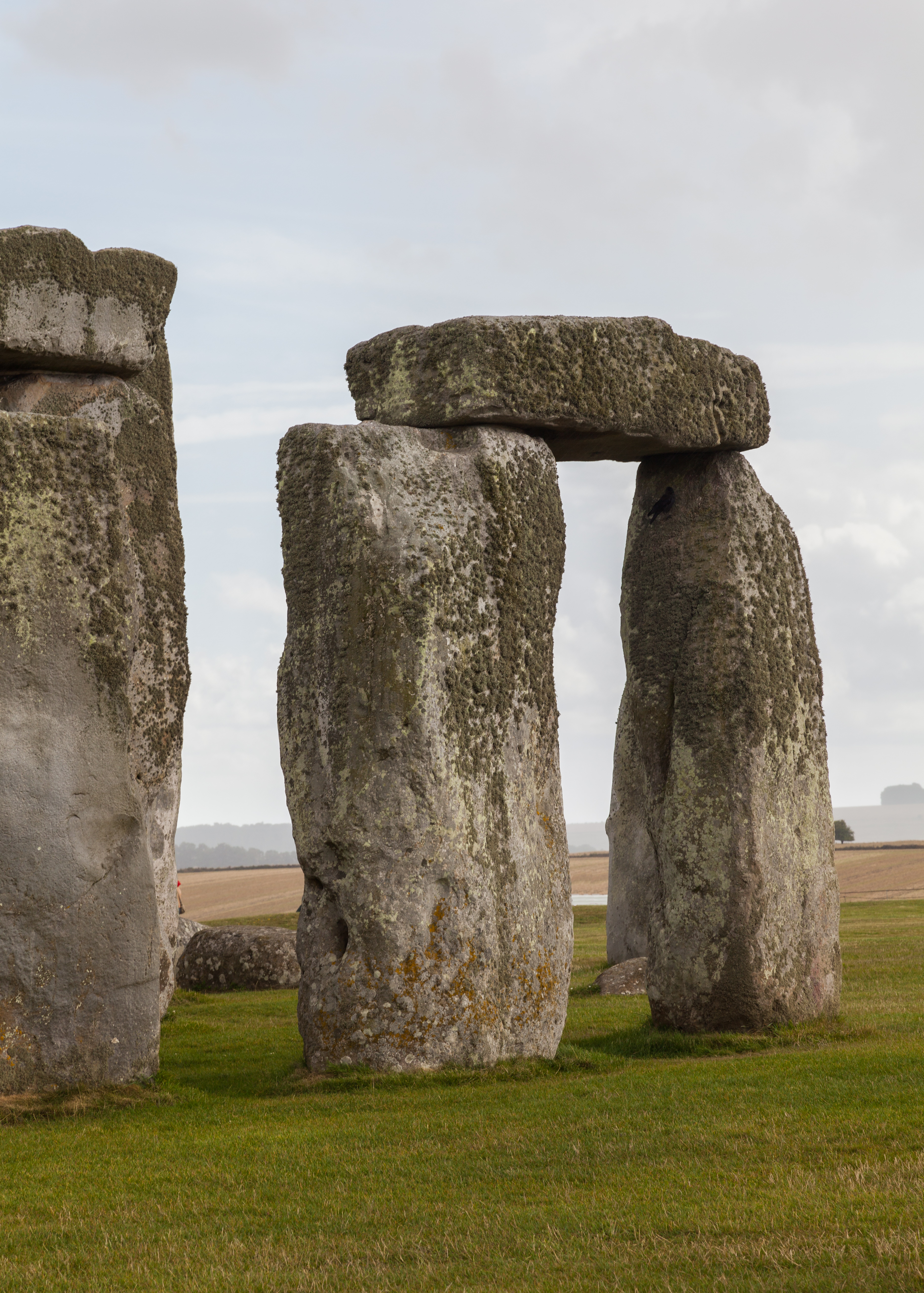
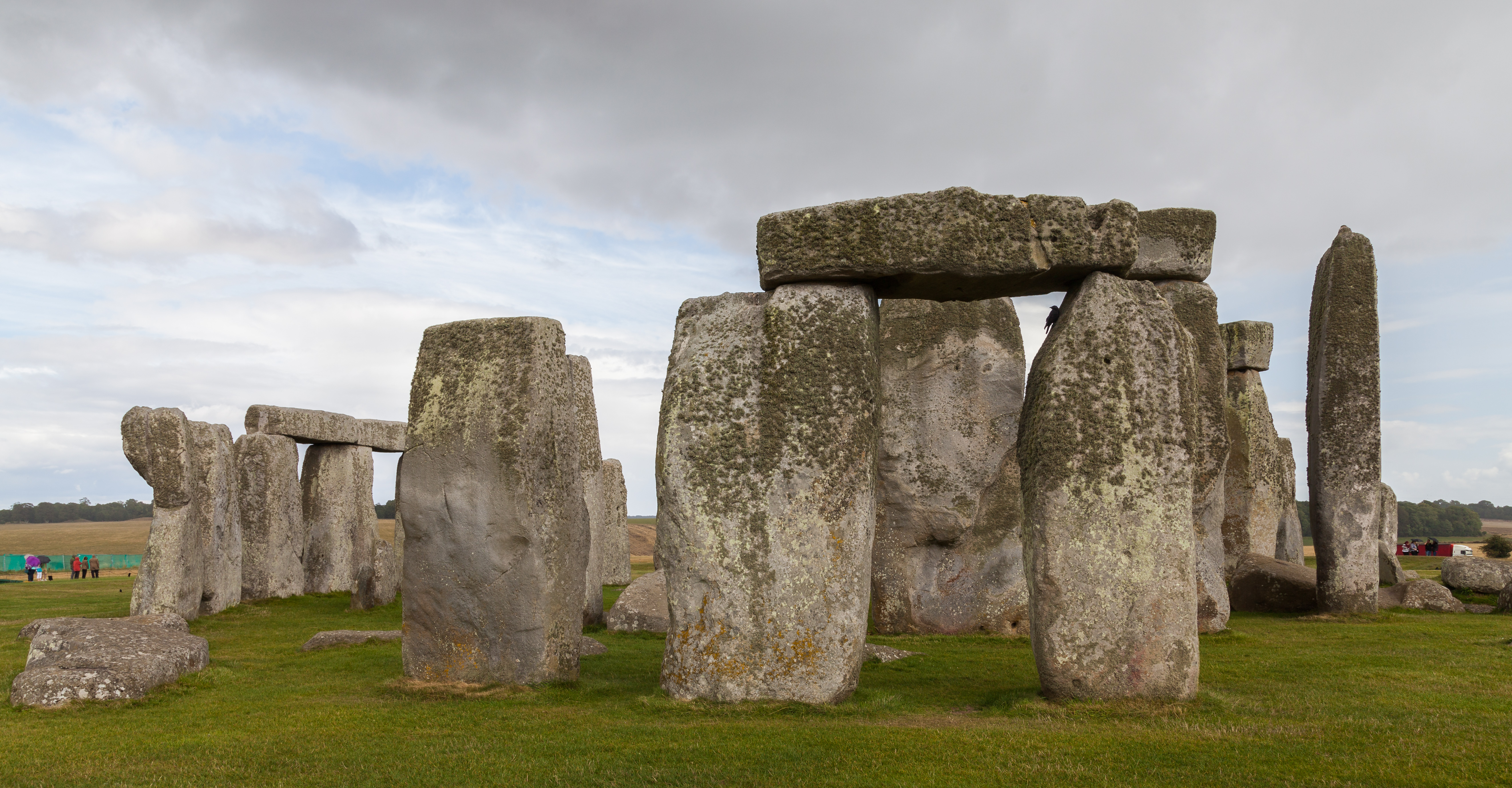
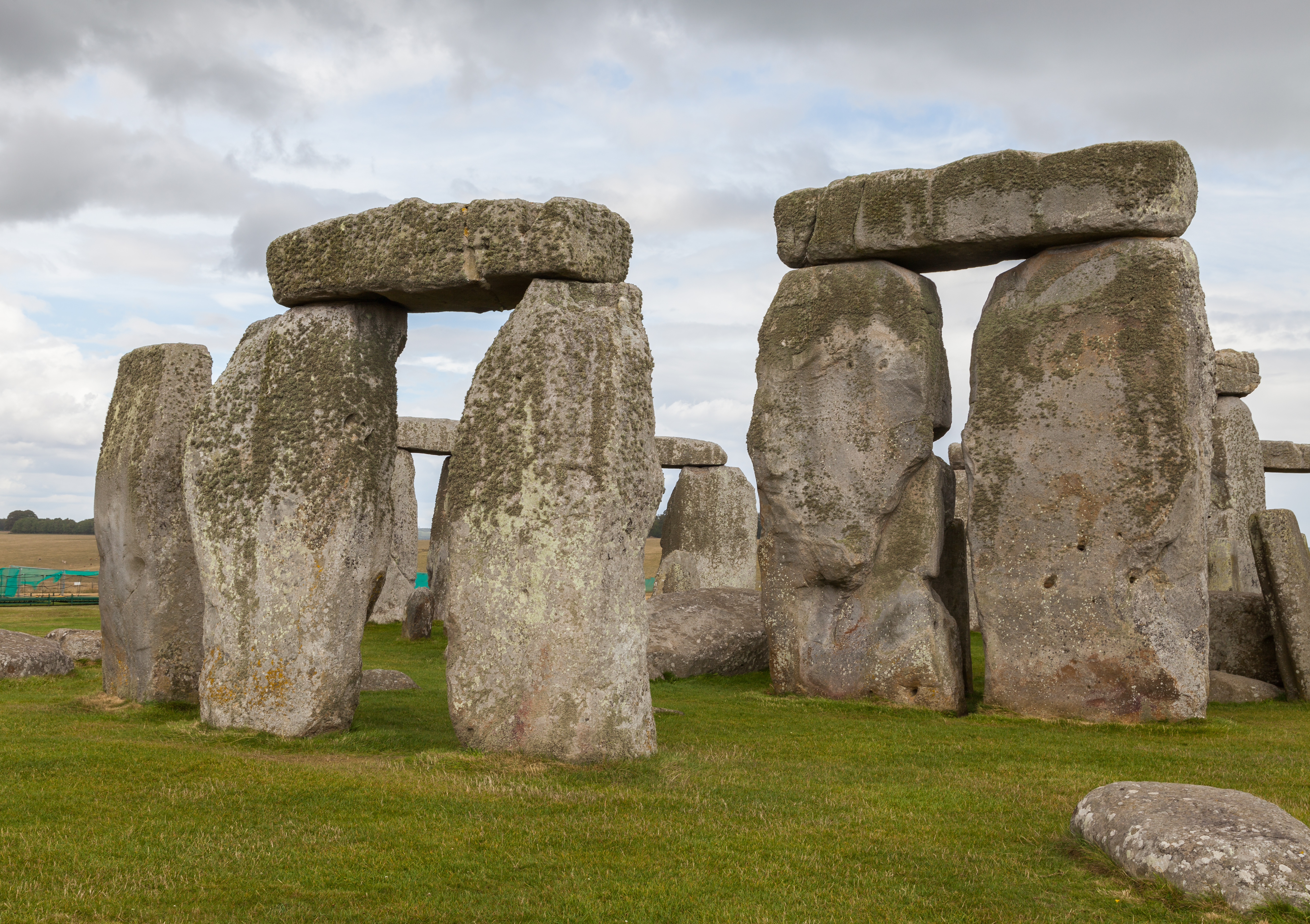
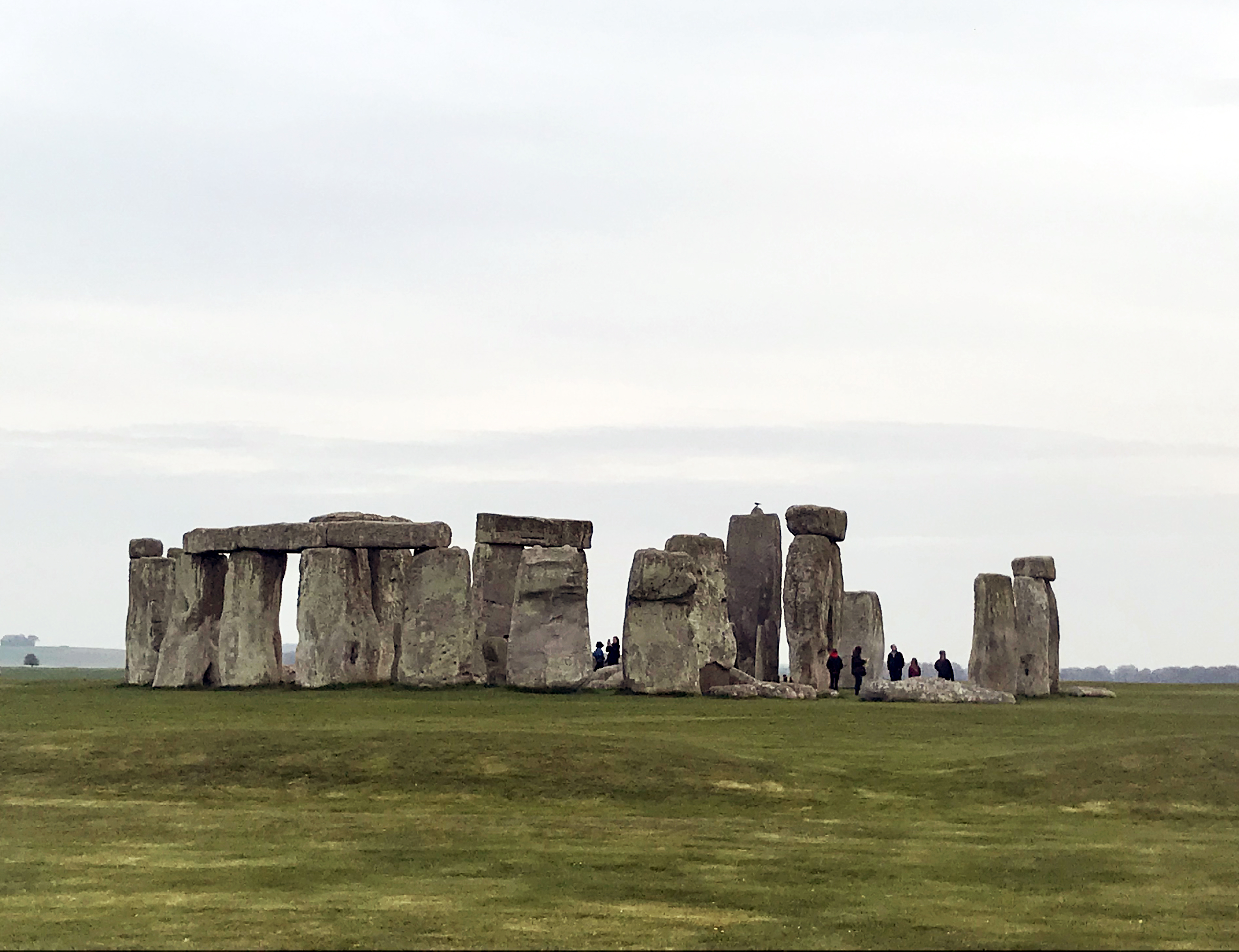
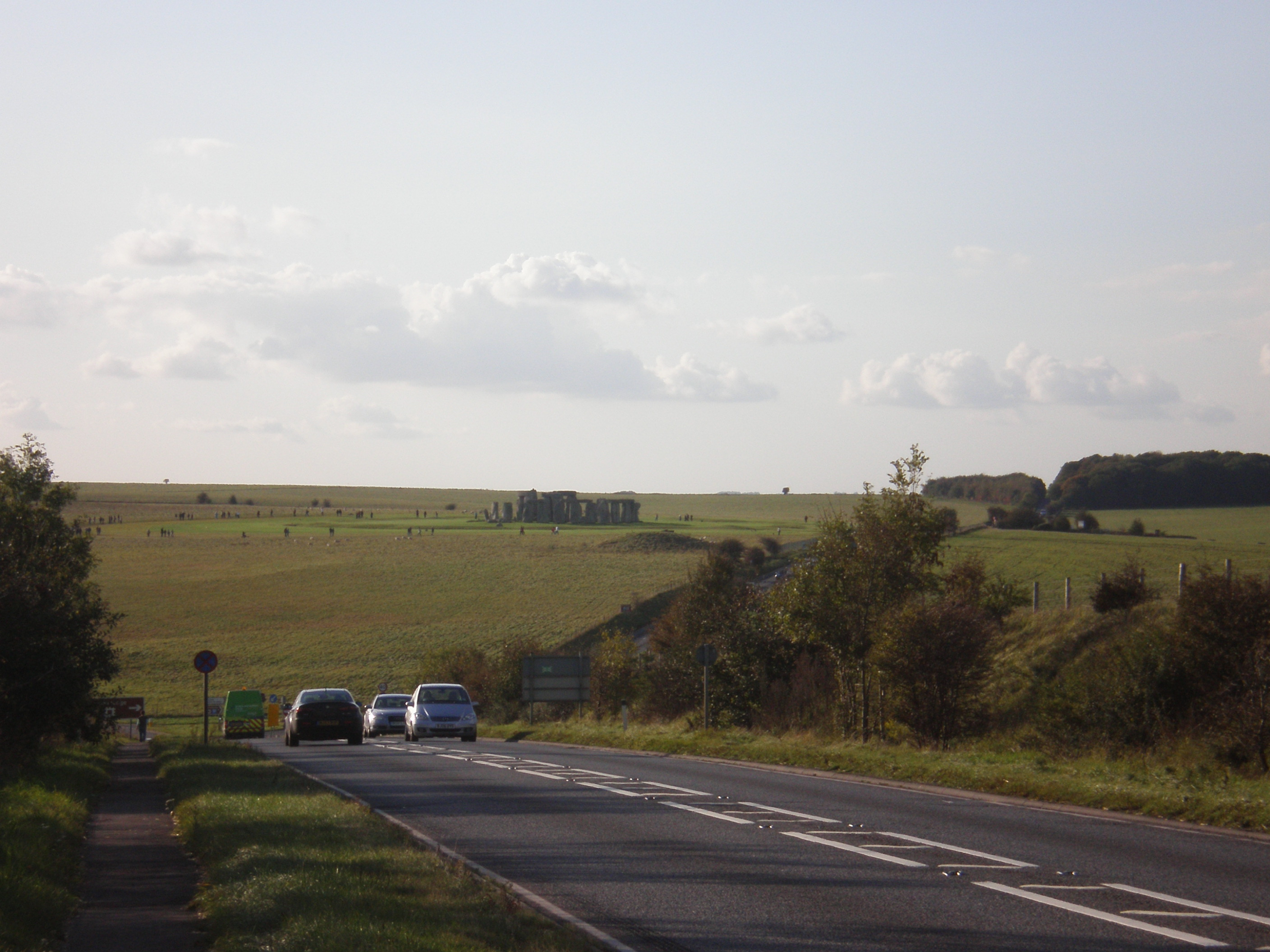